# شب وحشت
شب وحشت (به انگلیسی: Fright Night) فیلمی محصول سال ۱۹۸۵ و به کارگردانی تام هالند است. در این فیلم بازیگرانی همچون کریس ساراندون، ویلیام راگسدیل، آماندا برس، استیون جفریس، رادی مک‌داول و آرت ایوانز ایفای نقش کرده‌اند.
در سال ۲۰۱۱ فیلمی با نام شب وحشت ساخته شد که بازسازی این فیلم است.